# 家庭用電気機械器具
家庭用電気機械器具（かていようでんききかいきぐ）は、家庭用の電気機械器具を指すための行政用語。
普通の日本語では家電機器（かでんきき）や家電製品（かでんせいひん）という。白物家電、家庭用の照明器具、電気を使う冷暖房器具、娯楽家電などを包括する概念である。普通の日本語、一般的な日本語としては行政用語は使われず、むしろ次のように呼ばれる。
- 家庭用電気器具（かていようでんききぐ）
- 家庭用電気機器（かていようでんききき）
- 家庭（用）電気製品（かてい（よう）でんきせいひん）
  - 略称・電気製品（でんきせいひん）、家電製品（かでんせいひん）、家電（かでん）
- 家庭（用）電化製品（かてい（よう）でんかせいひん）
  - 略称・電化製品（でんかせいひん）

## 行政用語
日本の諸法令などや、行政発行の文書における用例では「家庭用電気機械器具」が用いられている。

## 歴史
家庭用の電気製品は20世紀初頭に革新期を迎えた。1908年に電気掃除機が発明され、1920年代から1930年代にかけて電気洗濯機・テレビ・電気冷蔵庫が発明された。さらに1930年代には蛍光灯の販売が開始された。こうした一連の発明によって基礎的な家電製品が揃い、現代的な生活様式が確立された。
しかし、当時の家電製品は価格が非常に高かったうえ、電気に対して恐怖心を持つ人々も多く、普及の壁となっていた。初期の家電製品は性能も不安定で電気洗濯機であれば故障や感電が多発するなど、実用上も難があったため、その普及は資金があり電気の知識を有している中産階級家庭に限られていた。
第二次世界大戦後は故障を起こしにくく操作性も向上させるという家電製品の改良型革新が進んだ。

## 日本の家電製品

### 業界
家電製品に関わる業界、つまり製造・卸売・販売などする業界を家電業界と呼ぶ。製造メーカーは家電メーカー、卸売する会社は家電卸、販売する小売店は家電店という。量販するチェーン店は家電量販店という。

メーカーに関しては日本の企業一覧 (電気機器)を参照。

### 法制度
電気用品安全法（PSE法）がある。

## 中国における家電
第二次世界大戦後、中国の経済政策は国防力増強と重化学工業化に重点が置かれており、消費財生産が停滞し、家電産業も著しく立ち遅れていた。
テレビ技術でみると中国では1960年代には白黒テレビが生産され、1970年代初頭にはトランジスタ式カラーテレビが開発されるなど、この時点では日本や米国に大きく遅れをとっていたわけではなかった。しかし、1970年代になると日本企業では技術革新が進んで生産台数が急増したのに対し、中国では1970年代末まで白黒テレビの生産が中心で、1978年時点でも中国でのカラーテレビの年間生産台数は4,000台以下だった。
中国で家電産業が発展したのは1970年代末になってからで、当時の一般家庭にみられた家電製品はラジオ、ラジカセ、扇風機などに限られ、テレビや白物家電の普及率は極めて低かった。
1972年に米中間の国交が回復すると先進諸国から工業技術の導入が始まった。1978年に改革開放路線が打ち出されるとともに重工業優先の政策が見直され、国民生活の向上に貢献できる消費財の生産への転換が図られた。その初期には衣服、食品、自転車などの軽工業が生産の中心であったが、所得増加とともに家電製品の国産化も視野に入れられるようになった。しかし、企業の生産規模は小さく品質も劣悪であった上、消費財は需要に生産が追いつかなくなったため、中国政府は家電製品など各種耐久消費財について輸入代替化を推進し、技術・設備導入と基幹部品生産外国投資の誘致を図った。
1990年代中頃までに外国企業が直接投資により中国への市場参入を試みたが、既に家電市場は供給過剰となっており、激しい投資競争は深刻なデフレを招いた。このような状況のもとで中国の有力企業が次第に台頭するようになり、市場の寡占化が進んだ。

## 日本国内の歴史年表
下に記述するのは、日本国内で起きたことを年表形式で記述したものである。
- 1920年代より、輸入されていた家庭用電気製品について、簡単なものから国産化を進めていった。その中で二股ソケットと自転車用砲弾型ランプは日本オリジナルである。
- 1950年代には、家庭の電化が進み製造量が飛躍的に伸び始めた。
- 1960年代より、輸出されるようになっていった。
- 1970年代は、品質も向上し主要な輸出品目となったが、この頃から対韓技術供与が始まり[5]、後の伏線となる。
- 1980年代中ごろより円高で日本製品の競争力が低下し、韓国や台湾、東南アジアを中心としたNIES諸国のメーカーが台頭した。当時の韓国や台湾ブランド製品は品質が低いものもあり、対する日本家電はバブル絶頂期の品質にあったため日本国内ではあまり浸透しなかったが、日本メーカーの海外製造拠点で生産された製品の逆輸入が広がり始める。
- 1990年代中ごろより、日本メーカーは技術の確立した部品も中国などで生産するようになり、一部部品や先端商品のみの国内生産となっていった。また半導体関係は韓国と台湾が拠点となっていった。日本メーカーの海外戦略は安い人件費と目先の利益しか興味がないものであったため、この過程で技術が次々と流出した[6]。
- 2000年代前半に入り、海外の家電市場は東アジアのメーカーに席巻されていくが、当時はまだ楽観論が多く、やすかろう悪かろうの商品が広まっているだけであるとされた。
- 2000年代後半になり、海外家電市場では日本の得意分野である一部機器（カメラ、ゲーム機など）や空調機器を除いて存在感を失った。スマホ移行失敗、テレビ事業撤退などが相次ぎ、いよいよ日本の大手メーカーの実情が国内でも露呈した。世論は一転し、海外の有力メーカーに比べコスパからデザイン性やブランド力でも劣ると評価されるようになってしまった。
- 2010年代には、事業譲渡が相次いだ。大手メーカーの一世代前の技術を活用する新興企業の存在感が拡大し、ジェネリック家電が定着した。

小売の歴史年表
- 1950年代より、メーカー系家庭用電気製品小売業チェーンの個人商店の組織化（例：松下電器産業（現在のパナソニック）による「ナショナルショップ（現在のパナソニックショップ）」「ナショナル店会」、日立製作所の「日立チェーンストール」、東芝の「東芝ストアー」、三菱電機の「三菱電機ストアー」、三洋電機の「サンヨー薔薇チェーン」・「スマイるNo.1ショップ）」など）がされ、家庭への普及の足がかりとなった。
- 1970年代より、スーパーマーケットチェーンが、家庭用電気製品の安売りをはじめた。
- 1970年代中ごろより、日本電気大型店協会加盟企業を中心とした、独立系家電小売業チェーンが、鉄道の主要駅前に大型店舗を出店するようになった。
- 1980年代中ごろより、独立系家電小売業チェーンが、ロードサイド郊外型の大型店を出店しはじめた。この頃から、「○○電気商会」といった、メーカー系個人商店の減少が始まる。
- 1990年代後半から独立系家電小売りチェーン企業の競争が全国レベルに激化し、和光デンキ、そうご電器など多くの地方家電が姿を消した。一方、価格破壊を全面的に打ち出した通称YKK（ヤマダ電機、コジマ、ケーズデンキ）やカメラ系量販店（ビックカメラ、ヨドバシカメラなど）が急速に台頭、これらは従来の電気街を凌駕する勢力を見せるようになった。
- 2000年代になってから、高齢化の進行に伴い、個人商店への回帰が徐々に始まり、その存在が見直されつつある。もっとも、経営者の後継者不足という根本的問題を解決しない限り、今後供給不足という事態に陥る危険は高い。
- 2010年（平成22年）頃から、イオンがプライベートブランドトップバリュで家電製品の販売を拡大。